# Ana Cristina Botero
Ana Cristina Botero Cadavid (Medellín 10 de marzo de 1968) es una actriz colombiana, activa principalmente en el mundo de la televisión, pero también con participación en algunas obras de teatro y películas colombianas.

## Carrera
Ana Cristina es hija del actor, libretista y director Jaime Botero Gómez, sobrina de la actriz Dora Cadavid y hermana de los actores Óscar y María Cecilia Botero. Debutó en la televisión cuando era muy joven en la telenovela Lejos del nido, protagonizada por su hermana María Cecilia y dirigida por su padre Jaime. Tras permanecer muy activa en el teatro, retornó a la televisión en 1987 para integrar el reparto de la telenovela Destinos cruzados, producción protagonizada nuevamente por su hermana. Dos años después apareció en el seriado Los dueños del poder, compartiendo elenco con Luis Eduardo Arango, Víctor Mallarino y su hermana María Cecilia.
Inició la década de 1990 integrando el elenco de la exitosa telenovela La casa de las dos palmas de Manuel Mejía Vallejo, protagonizada por Gustavo Angarita, Vicky Hernández y Edmundo Troya. El mismo año actuó en la serie ¿Por qué mataron a Betty si era tan buena muchacha? Desde 1992 hizo parte del elenco regular de la serie de humor Vuelo secreto, interpretando a Silvia. En el nuevo milenio registró apariciones en las series El precio del silencio (2002) y A.M.A. La Academia (2003) antes de mudarse a Chile con su esposo. Ana Cristina tiene un hijo, llamado Santiago Barón Botero, quien se siente muy orgulloso de la carrera artística de su madre, su tía, María Cecilia y su abuelo, Jaime.

## Filmografía

### Televisión
Botero se ha destacado por participar a lo largo de su carrera artística en varias series y programas de televisión:
- 2022 - Última hora: Carla[9]
- 2022 - Hasta que a plata nos separe: Inés
- 2021 - MalaYerba: Tía Cecilia
- 2017 - Infieles: Episodio: Radio taxi
- 2012-2016 - Mujeres al límite: Varios personajes
- 2012 - Historias clasificadas
- 2009 -  Hilos de amor
- 2005 - Séptima puerta
- 2003 -  A.M.A. La Academia
- 2002 -  El precio del silencio: Mireya Botero
- 1992 - La 40, la calle del amor
- 1992 -  Vuelo secreto
- 1991 -  La casa de las dos palmas: Laura Gómez
- 1990 -  Herencia maldita
- 1990 -  ¿Por qué mataron a Betty si era tan buena muchacha?
- 1990 -  N.N. : Estela Bustos
- 1989 -  Los dueños del poder
- 1987 -  Alma Fuerte
- 1987 -  Destino
- 1987 -  Destinos cruzados
- 1986 -  Huracán
- 1984 -  Las estrellas de las Baum
- 1978 -  Lejos del nido

## Cine
- 2020 - No andaba muerto, estaba de parranda: Lucy[10]
- 2019 - Feo pero sabroso: Canosa de la calva[11][1]

## Teatro
- 2021 - Caliente Caliente 2 [1]
- 2019 - Caliente Caliente [1]